# Roven'ky
Roven'ky o Roven’ki (in ucraino e russo Ровеньки?) è de iure una città dell'Ucraina, situata nell'Oblast' di Luhans'k, della regione storica del Donbass, ma dall'aprìle 2014 è de facto parte della Repubblica Popolare di Lugansk a sostegno della Russia. Ha circa 46.000 abitanti.